# Hvaldimir
 (décembre 2019).
Hvaldimir est un béluga mâle découvert par des pêcheurs près de Hammerfest dans le nord de la Norvège en avril 2019.

## Histoire

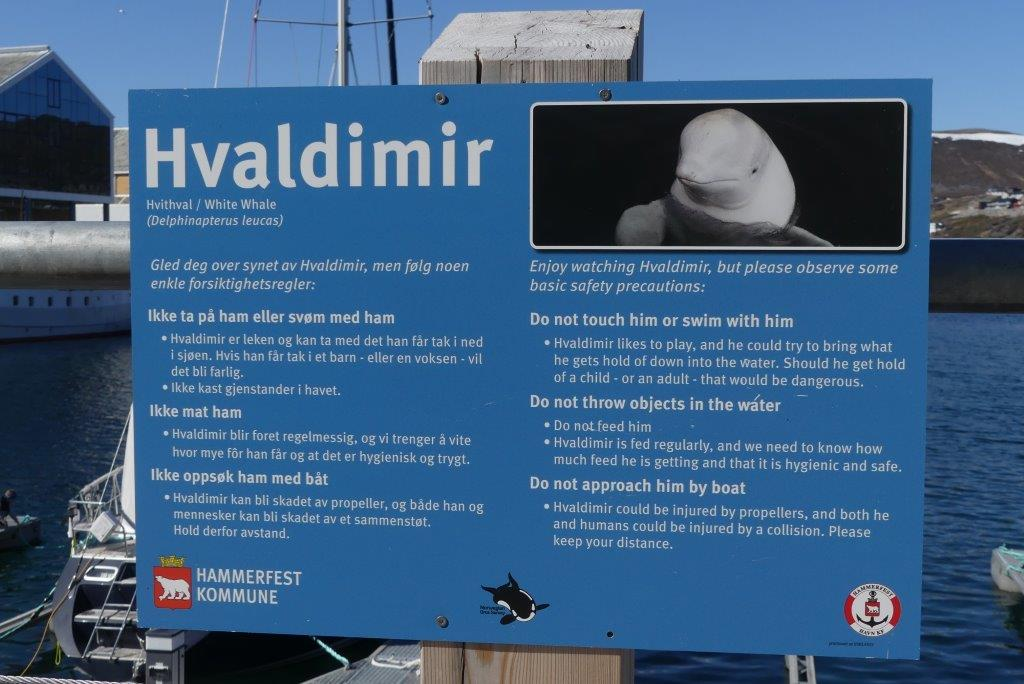
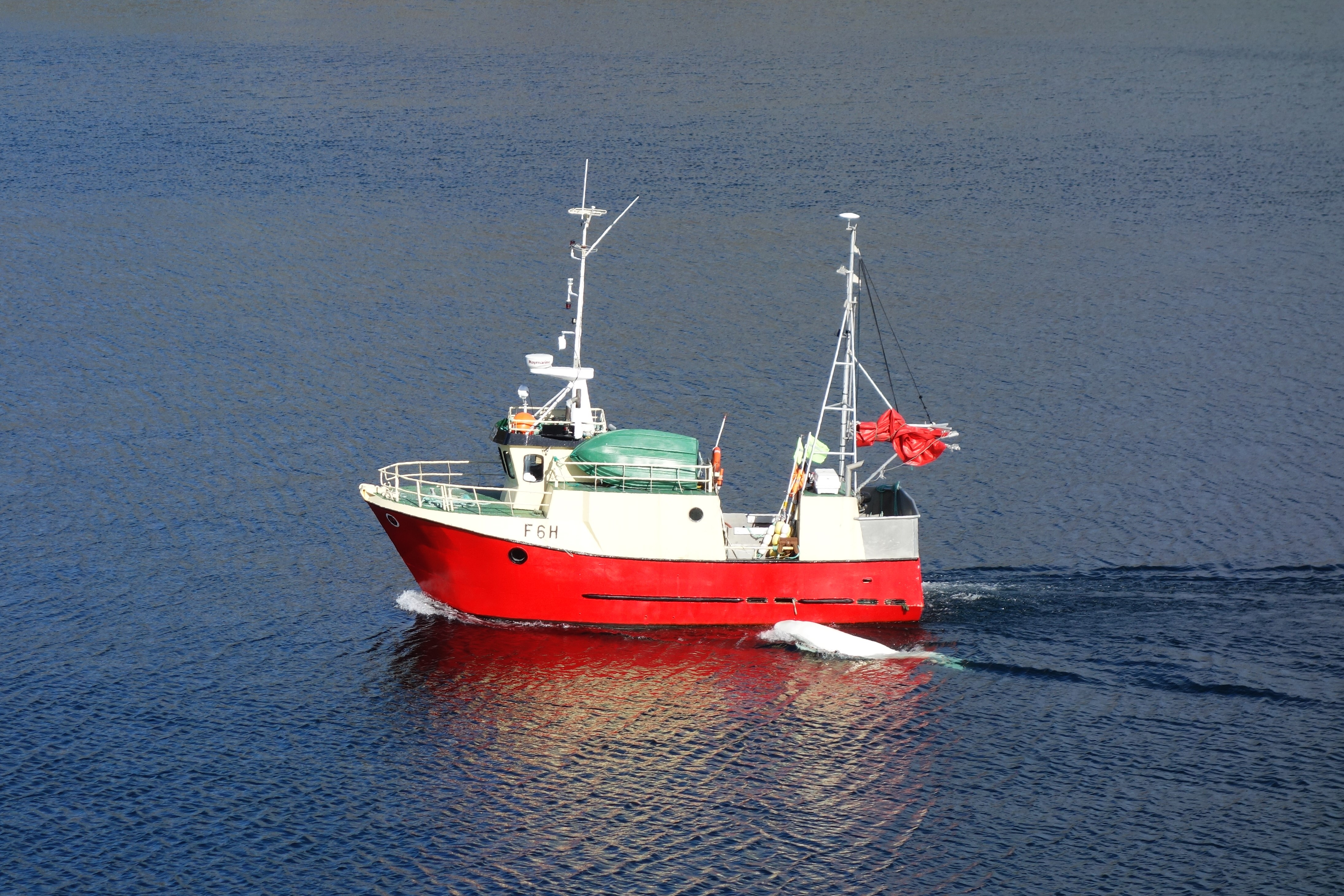

Portant un harnais équipé d'une caméra avec des inscriptions en russe, le cétacé est libéré de celui-ci et reste dans la zone. Il montre une habitude de la proximité avec les humains. Une hypothèse a été émise qu'il puisse être un béluga formé par la marine russe en tant qu'espion à Mourmansk. Son nom, Hvaldimir, est l'association du norvégien hval (« baleine ») et du nom du président de la fédération de Russie Vladimir Poutine.
Hvaldimir a été retrouvé mort dans la baie de Risavika, près de Stavanger en Norvège, le 31 août 2024. Selon un rapport d’autopsie préliminaire effectué par l’Institut vétérinaire norvégien, le cétacé serait mort de faim à cause d'un bâton coincé dans la gueule.